# Luči v naselju
Luči v naselju  je album v živo Aleksandra Mežka, ki je izšel leta 1995 pri založbi Megaton. Album vsebuje posnetek koncerta v ljubljanskem Študentskem naselju, ki se je odvil 19. maja 1994.

## Seznam skladb
Avtor vseh skladb je Sašo Mežek, razen, kjer je posebej napisano.
| Št.             | Naslov                                                         | Dolžina |
| --------------- | -------------------------------------------------------------- | ------- |
| 1.              | „Ajda pa znova cveti‟                                          | 3:12    |
| 2.              | „Ljubljanske ceste‟ (Ralph McTell/Sašo Mežek)                  | 4:24    |
| 3.              | „Vremenska napoved‟                                            | 2:54    |
| 4.              | „Nebo po dežju‟                                                | 2:36    |
| 5.              | „Julija‟                                                       | 4:21    |
| 6.              | „Siva pot‟ (Bill Danoff, Taffy Nivert, John Denver/Mežek)      | 2:55    |
| 7.              | „Podarjeno srcu‟                                               | 5:25    |
| 8.              | „Svetle kaplje‟                                                | 3:27    |
| 9.              | „War in Africa‟                                                | 4:08    |
| 10.             | „Po jezeru‟ (narodna)                                          | 1:18    |
| 11.             | „Ko boš prišla na Bled‟ (Bojan Adamič/Frane Milčinski - Ježek) | 3:14    |
| 12.             | „Owner of a House‟                                             | 4:54    |
| 13.             | „By the Waterfall‟                                             | 5:21    |
| 14.             | „Silence‟                                                      | 6:17    |
| 15.             | „Zahvale‟                                                      | 4:03    |
| Skupna dolžina: | Skupna dolžina:                                                | 55:39   |

## Zasedba

### Glasbenika
- Sašo Mežek – vokal, akustične kitare
- Steve Smith – klaviature, spremljevalni vokal

### Produkcija
- Snemalci: Aco Razbornik, Borut Berden, Ivo Pogorelčnik
- Tonski mojster, fotografije: Aco Razbornik
- Digitalna montaža: Gregor Strniša
- Grafično oblikovanje: AKADESIGN, Andrej Čufer
- Fotoliti: COSIS, Žare Germek